# Успенское сельское поселение (Белоглинский район)
Успенское сельское поселение — муниципальное образование в Белоглинском районе Краснодарского края России.
В рамках административно-территориального устройства Краснодарского края ему соответствует Успенский станичный округ.
Административный центр — станица Успенская.

## Население
| 2010  | 2012  | 2013  | 2014  | 2015  | 2016  | 2017  |
| ----- | ----- | ----- | ----- | ----- | ----- | ----- |
| 6021  | ↘5940 | ↘5886 | ↘5883 | ↘5836 | ↗5848 | ↗5879 |
| 2018  | 2019  | 2020  | 2021  | 2023  |       |       |
| ↗5899 | ↗5935 | ↗5936 | ↘5746 | ↘5610 |       |       |

## Населённые пункты
В состав сельского поселения (сельского округа) входят 3 населённых пункта:
| № | Населённый пункт | Тип населённого пункта | Население (чел.) |
| - | ---------------- | ---------------------- | ---------------- |
| 1 | Успенская        | станица                | ↘4100            |
| 2 | Новолокинская    | станица                | ↘1025            |
| 3 | Туркинский       | хутор                  | ↘811             |